# Mário Imbelloni
Mário Imbelloni appelé aussi surtout en tant que joueur Antonio Imbelloni, est un footballeur puis entraîneur argentin né le 25 août 1925 à Gerli, Buenos Aires. Il évoluait au poste d'attaquant.

## Biographie

### Joueur
Natif de Gerli dans la banlieue de Buenos Aires, il choisit le club de San Lorenzo, lui aussi basé dans la capitale argentine. Il y fait ses armes dans les catégories jeunes puis y commence sa carrière professionnelle. À San Lorenzo, il est barré par les trois attaquants titulaires que sont, René Pontoni (20 buts en 1946), Rinaldo Martino (18), et Armando Farro (18). Malgré cela et les quelques Matchs joués, il devient en 1946, champion d'Argentine. À la suite de ce titre, il participe à une tournée victorieuse en Europe (en Espagne et au Portugal). Attaquant de poche, sa vitesse et sa qualité technique font qu'il est vite repéré par un certain nombre de clubs européens qu'il rencontre. En 1948, il remporte la Copa Río de la Plata 1946, en effet, cette dernière n'a pas été disputée l'année prévue.
En 1949, il part vers le club de la ville de Banfield, où il ne passe qu'une seule saison. Par la suite, on le retrouve joueur à l'Almirante Brown ainsi qu'en France à l'OGC Nice.
Pour la saison 1950-51, il est appelé à rejoindre les rangs du Real Madrid en Espagne, il signe pour trois saisons. Arrivé en mars, il dispute les cinq derniers Matchs du championnat, et en joue autant en coupe du roi. C'est d'ailleurs lors du quart de finale de la coupe du roi, face au rival ancestral qu'est l'Atlético Madrid, qu'il marque le seul et unique but (24e minute), qui donne la victoire aux "merengues" et l'avantage pour le match retour. La saison suivante, il commence les Matchs amicaux (7 Matchs, 6 buts), de pré saison avec le Real, mais bloqué par le quotas de joueurs étrangers dans un club européen, il quitte le club en octobre et retourne en Argentine.
En 1954, il arrive au Portugal, où il endosse le maillot jaune et bleu de l'Atlético Lisbonne, non seulement, il y vient pour jouer mais aussi pour y faire ses débuts en tant qu'entraîneur. Il reste au Portugal et devient aussi entraîneur-joueur au SC Braga et au Sporting CP où il coache aussi les juniors.
Le 10 juin 1956, il est invité par le Sporting CP, à venir jouer un match amical, face aux Brésiliens du Vasco da Gama, dans le cadre de l'inauguration du stade José Alvalade. Il dispute par la suite deux Matchs amicaux supplémentaires (Sélection de Budapest et contre l'Oriental de Lisbonne, match dans lequel il marque un but), et s'engage avec les juniors comme entraîneur, pour la saison suivante.

### Entraîneur
Arrivé à Lisbonne, il occupe le poste d'entraîneur-joueur à l'Atlético CP, adepte du dispositif tactique WM, il le met en place dans le club Lisboète. Il  met en avant un futur grand du football portugais, Germano, ce jeune défenseur central gagnera à deux reprises la Coupe des Clubs Champions avec le Benfica Lisbonne. Il rejoint en cours de saison le club de Braga où il obtient une 5e place honorable en championnat, il entraîne les "arsenalistas" en début de saison 55-56, puis est remplacé par l'Espagnol Eduardo Viso. Malheureusement, ils terminent à la fin du classement et sont relégués.
Arrivé comme joueur en 1956, au Sporting, il prend en main les équipes de jeunes, les "principiantes" (débutants de 14 à 16 ans) et les "juniores" (juniors de 16 à 18 ans) du club dès la saison 1956-57. Puis en mars 1959, il est appelé à diriger l'équipe première à la suite du départ de l'entraîneur uruguayen Enrique Fernandez. Il est alors remplacé au sein des équipes de jeunes par une autre ex-étoile du Sporting, José Travassos. Il ne reste que deux journées avant la fin du championnat mais deux Matchs face à des équipes de grandes valeurs que sont le Benfica Lisbonne et le Belenenses. Le premier est en lutte depuis le début de la saison pour le titre avec le FC Porto, tandis que le second reste un outsider pouvant à tout moment dépasser les deux premiers. Il rencontre dans un premier temps les aigles de Lisbonne dans un match plein de tension et qui à la mi-temps n'offre aucun gagnant. C'est lors de la deuxième période que les "Lions" imposent leur jeu et gagnent sur le score de 2 à 1, empêchant les "aigles rouges" de prendre seul la tête du championnat. En coupe, il emmène ses joueurs jusqu'en demi finale. En juin dans le cadre de la coupe des champions 58-59, à l'époque cette dernière n'est pas officiellement reconnue par la ligue portugaise. Le Sporting CP, vainqueur, la saison passée, du championnat rencontre le FC Porto vainqueur quant à lui du dernier, la compétition se dispute en match aller-retour, les "Lions" d'Imbelloni remporte les deux Matchs sur le score de 2 à 1. L'arrivée de Fernando Vaz, fait qu'il retourne auprès des juniors, mais après de nombreux mauvais résultat, il est démis de ses fonctions d'entraîneur et les dirigeants du club font à nouveau appel à Imbelloni, qui ne se fait pas prier.
Pour son premier match, il rencontre le FC Porto, que ses joueurs battent sur le score de 6 buts à 1, ce score est encore à ce jour la plus large victoire du Sporting sur le FC Porto. Il reste à la tête de l'équipe jusqu'au 21 avril 1960, date à laquelle il est remplacé par son homologue argentin Alfredo González.
Au terme de la saison 1959-60, le Sporting CP, ne lui propose rien d'alléchant, mais il attire l'attention de l'Académica de Coimbra, qui lui offre le poste d'entraîneur principal. Il se retrouve donc dans la capitale estudiantine. Il y réalise une saison moyenne, puis quitte la ville de Coimbra pour se rendre à Marinha Grande, dont les footballeurs évoluent en deuxième division portugaise. Non seulement, il prend en main l'entraînement mais reprend du service en tant que joueur à 38 ans. Il rate de peu la montée terminant 3e de la Zone Nord, mais réalise un bel exploit en coupe Ribeiro dos Reis, épreuve dans laquelle il termine avec ses joueurs, premier de la II Série, atteignant ainsi les demi-finales. Malheureusement, ils perdent non seulement leur demi-finale mais aussi le match de classement pour la 3e place. La saison suivante, il est appelé à diriger le tout nouveau champion de deuxième division, le FC Barreirense, il quitte le club en fin d'année 1962, n'ayant obtenu qu'une seule victoire en neuf journées. Il rejoint l'Atlético de Lisbonne, club qui a vu ses débuts d'entraîneur 8 ans auparavant. Il y remplace son compatriote Oscar Montez, moins d'un mois après ses débuts il quitte le club qu'il n'a pas réussi à faire progresser au classement. Las des critiques concernant le fait qu'il ne possède pas de diplôme d'entraîneur, il quitte le Portugal, pour son pays d'origine.
En 1969, il arrive au Club Ferro Carril Oeste, club du quartier de Caballito, au sein de Buenos Aires, il y remplace le jeune Vladislao Cap. Terminant premier du classement de deuxième division, le club doit encore passer par un mini championnat entre les deux derniers de la première division et les deux premiers de la seconde. C'est dans le cas où le Club Ferro Carril Oeste, se place à la première place qu'il peut accéder au niveau supérieur. Malheureusement, les hommes d'Imbelloni ne réussissent pas l'exploit et se classe deuxième ex æquo avec le Deportivo Morón.
Le championnat argentin se disputant en plusieurs phases, il ne dispute pas le début du championnat 1970, et est de retour au Ferro Carril Oeste, devenant ainsi le 3e entraîneur de la saison. Il termine à nouveau premier de la deuxième phase, et doit à nouveau disputer le Reclasificatorio, mais cette fois ci il termine en tête et accède à la première division.
En Nacional, il propose un jeu neuf et plein de réalisme, ce qui permet au terme du championnat Metropolitano de terminer 7e, et ainsi de disputer la seconde phase, où une nouvelle fois son équipe de jeunes joueurs fait sensation et terminent 6e de la Poule A. La saison suivante ne débute pas sous les mêmes hospices, subissant à domicile, dès la première journée un cruel 5 à 0. Une suite de mauvais résultats fait qu'il est démis de ses fonctions, remplacé par Carlos Calvagnaro.
En 1977, il est de retour au Portugal dans un club qu'il a connu en tant qu'entraîneur-joueur 20 ans plus tôt, le Sporting Clube de Braga. Avec des joueurs tels que João Cardoso, Chico Faria ou encore Lito, font qu'il réalise avec eux une de ses plus belle saison avec un club portugais. Il réussit à imposer un jeu simple mais technique et toujours basé vers l'avant avec une défense de fer, grâce à cela il termine la saison à la 4e place, signe de Coupe UEFA. Mais ce n'est pas qu'en championnat qu'il fait briller ses arsenalistas, il réalise un joli parcours en coupe du Portugal les emmenant jusqu'en demi. Bizarrement, il ne reste pas avec l'équipe Bracarense, et il rejoint l'équipe du FC Famalicão qui lui aussi évolue en première division.
Avec des joueurs de moins bonne qualité technique, il réussit une bonne première partie de saison atteignant la 8e place au milieu de saison. Il n'arrive pas à tenir le même cap pour les Matchs retour, bien au contraire, il accumule défaite sur défaite. Stagnant à la 13e, place synonyme de relégation. Il quitte le club après la 29e journée (match nul 2 à 2, à domicile face au Sporting de Braga) alors que la possibilité de se sauver lors de la dernière reste encore possible. La saison suivante, il se retrouve à Guimarães afin de s'occuper de l'équipe locale le Vitória, à la suite d'un changement de direction alors que le club est à la 6e place du championnat, il est démis de ses fonctions, remplacé par son préparateur physique, Cassiano Gouveia.
Par la suite, on perd sa trace puis on le retrouve juste en milieu de saison 1985-86 à la Naval 1º de Maio qui évolue en troisième division portugaise.

### En tant que sélectionneur
En 1967, il est avec Juan Carlos Giménez, le co-entraîneur de l'équipe d'Argentine des moins de 20 ans, qui se déplace au Paraguay afin de disputer le Championnat des moins de 20 ans de la CONMEBOL. Après un parcours mitigé, il se retrouve avec ses jeunes en finale face à l'équipe locale qui les avait battu en phase de groupe (3-1). Le score final étant de deux partout, c'est au tirage au sort que le choix désigne son vainqueur, il devient ainsi le premier entraîneur à remporter un titre avec la sélection des moins de 20 ans. Les champions étant : 
- José Alberto Pérez, Roberto Jorge D'Alessandro, Jorge Eduardo Dominici, José Gómez, Horacio Tocalini, Carlos Siciliano, Eduardo Comisso, Jorge Teijón, Marcos Ricciardi, José Martinez, Francisco Cibeyra, Héctor Martinez, José Pasternak, Antonio García, Enrique Wolff, Juan Loyola, Miguel Coverti et Carlos García Cambón.

## Statistiques

### Joueur
| Championnats | Championnats    | Championnats      | Championnats   | Championnats  | Coupes nationales | Coupes nationales | Coupes continentales | Coupes continentales | Sélection Argentine | Sélection Argentine | Total          | Total         |
| Saison       | Club            | Pays              | Matchs         | Buts          | Matchs            | Buts              | Matchs               | Buts                 | Matchs              | Buts                | Matchs         | Buts          |
| ------------ | --------------- | ----------------- | -------------- | ------------- | ----------------- | ----------------- | -------------------- | -------------------- | ------------------- | ------------------- | -------------- | ------------- |
| 1945         | San Lorenzo     | Primera División  | ?              | 0             | ?                 | ?                 | ?                    | ?                    | 0                   | 0                   | ?              | 0             |
| 1946         | San Lorenzo     | Primera División  | incomplet (2)  | 2             | ?                 | ?                 | ?                    | ?                    | 0                   | 0                   | incomplet (2)  | 2             |
| 1947         | San Lorenzo     | Primera División  | ?              | 0             | ?                 | ?                 | ?                    | ?                    | 0                   | 0                   | ?              | 0             |
| 1948         | San Lorenzo     | Primera División  | ?              | 0             | ?                 | ?                 | ?                    | ?                    | 0                   | 0                   | ?              | 0             |
| 1949         | San Lorenzo     | Primera División  | ?              | 0             | ?                 | ?                 | ?                    | ?                    | 0                   | 0                   | ?              | 0             |
| 1949         | CA Banfield     | Primera División  | 7              | 1             | ?                 | ?                 | ?                    | ?                    | 0                   | 0                   | incomplet (7)  | 1             |
| 1950         | Almirante Brown | División B        | ?              | ?             | ?                 | ?                 | ?                    | ?                    | 0                   | 0                   | ?              | ?             |
| 1949-50      | OGC Nice        | Première Division | ?              | ?             | ?                 | ?                 | ?                    | ?                    | 0                   | 0                   | ?              | ?             |
| 1950-51      | Real Madrid     | Primera División  | 5              | 1             | 5                 | 1                 | 0                    | 0                    | 0                   | 0                   | 10             | 2             |
| 1951-52      | Real Madrid     | Primera División  | 0              | 0             | 0                 | 0                 | 0                    | 0                    | 0                   | 0                   | 0              | 0             |
| 1954-55      | Atlético CP     | I Divisião        | ?              | ?             | ?                 | ?                 | ?                    | ?                    | 0                   | 0                   | ?              | Inconnu       |
| 1954-55      | SC Braga        | I Divisião        | incomplet (1)  | incomplet (1) | ?                 | ?                 | ?                    | ?                    | 0                   | 0                   | Incomplet (1)  | Incomplet (1) |
| 1955-56      | SC Braga        | I Divisião        | 16             | 2             | ?                 | ?                 | ?                    | ?                    | 0                   | 0                   | Incomplet (16) | Incomplet (2) |
| 1955-56      | Sporting CP     | I Divisião        | 0              | 0             | 0                 | 0                 | 0                    | 0                    | 0                   | 0                   | 0              | 0             |
| 1961-62      | Marinhense      | II Divisião       | ?              | ?             | ?                 | ?                 | ?                    | ?                    | 0                   | 0                   | ?              | Inconnu       |
| Total        | Total           | Total             | incomplet (31) | incomplet (7) | incomplet (5)     | incomplet (1)     | incomplet (0)        | incomplet (0)        | 0                   | 0                   | incomplet(36)  | incomplet(8)  |

### Entraîneur
Le tableau ci-dessous, comprend tous les Matchs officiels (Championnats, Coupes, et Coupes Continentales), hors Matchs amicaux.
| Résultats | Résultats            | Résultats            | Résultats       | Résultats      | Résultats       | Résultats           | Total         | Total  | Total  | Total    |
| Saison    | Club                 | Pays/Championnat     | V.              | N.             | D.              | Cl.                 | Titres        | % V.   | % N.   | % D.     |
| --------- | -------------------- | -------------------- | --------------- | -------------- | --------------- | ------------------- | ------------- | ------ | ------ | -------- |
| 1954-55   | Atlético CP          | I Divisão            | ?               | ?              | ?               | Saison non terminée | 0             | %      | %      | %        |
| 1954-55   | SC Braga             | I Divisão            | Incomplet (3)   | Incomplet (0)  | Incomplet (4)   | 5e                  | 0             | %      | %      | %<center |
| 1955-56   | SC Braga             | I Divisão            | 3               | 0              | 9               | Saison non terminée | 0             | 25%    | 0%     | 75%      |
| 1956-57   | Sporting CP Juniors  | Nacional de Juniores | ?               | ?              | ?               | Saison non terminée | 0             | %      | %      | %        |
| 1957-58   | Sporting CP Juniors  | Nacional de Juniores | ?               | ?              | ?               | Saison non terminée | 0             | %      | %      | %        |
| 1958-59   | Sporting CP Juniors  | Nacional de Juniores | ?               | ?              | ?               | Saison non terminée | 0             | %      | %      | %        |
| 1958-59   | Sporting CP          | I Divisão            | 6               | 0              | 4               | 4e                  | 1             | 60%    | 0%     | 40%      |
| 1959-60   | Sporting CP Juniors  | Nacional de Juniores | ?               | ?              | ?               | Saison non terminée | 0             | %      | %      | %        |
| 1959-60   | Sporting CP          | I Divisão            | 10              | 1              | 1               | Saison non terminée | 0             | 83,34% | 8,33%  | 8,33%    |
| 1960-61   | Académica de Coimbra | I Divisão            | 10              | 7              | 11              | 7e                  | 0             | 35,71% | 25%    | 39,29%   |
| 1961-62   | Marinhense           | II Divisão           | 19              | 5              | 13              | 3e Zona Norte       | 0             | 51,35% | 13,51% | 35,14%   |
| 1962-63   | FC Barreirense       | I Divisão            | 2               | 3              | 6               | Saison non terminée | 0             | 18,18% | 27,27% | 54,55%   |
| 1962-63   | Atlético CP          | I Divisão            | 1               | 0              | 4               | Saison non terminée | 0             | 20%    | 0%     | 80%      |
| 1969      | Ferro Carril Oeste   | Primera B            | Incomplet (1)   | Incomplet (1)  | Incomplet (1)   | 1er                 | 1             | %      | %      | %        |
| 1970      | Ferro Carril Oeste   | Primera B            | Incomplet (8)   | Incomplet (0)  | Incomplet (2)   | 1er                 | 2             | %      | %      | %        |
| 1971      | Ferro Carril Oeste   | Nacional             | 19              | 14             | 17              | 6e Poule A          | 0             | 38%    | 28%    | 34%      |
| 1972      | Ferro Carril Oeste   | Nacional             | ?               | ?              | ?               | Saison non terminée | 0             | %      | %      | %        |
| 1975      | Atlético Huracán     | Nacional             | ?               | ?              | ?               | Saison non terminée | 0             | %      | %      | %        |
| 1977-78   | SC Braga             | I Divisão            | 21              | 7              | 9               | 4e                  | 0             | 56,76% | 18,92% | 24,32%   |
| 1978-79   | FC Famalicão         | I Divisão            | 13              | 8              | 15              | Saison non terminée | 0             | 36,11% | 22,22% | 41,67%   |
| 1979-80   | V. Guimarães         | I Divisão            | 10              | 8              | 9               | Saison non terminée | 0             | %      | %      | %        |
| 1985-86   | Naval 1º de Maio     | III Divisão          | ?               | ?              | ?               | 9e Série C          | 0             | %      | %      | %        |
| Total     | Total                | Total                | incomplet (127) | incomplet (55) | incomplet (105) | -                   | incomplet (4) | 44,25% | 19,16% | 36,59%   |

### Sélectionneur
| Résultats | Résultats     | Résultats     | Résultats     | Résultats     | Résultats | Total | Total | Total |
| Saison    | Pays          | V.            | N.            | D.            | Titres    | % V.  | % N.  | % D.  |
| --------- | ------------- | ------------- | ------------- | ------------- | --------- | ----- | ----- | ----- |
| 1966-67   | Argentine U20 | incomplet (2) | incomplet (2) | incomplet (2) | 1         | %     | %     | %     |
| Total     | Total         | incomplet (2) | incomplet (2) | incomplet (1) | 1         | %     | %     | %     |

## Palmarès

### Joueur

#### Avec leSan Lorenzo(2)[30]
- Vainqueur du Championnat d'Argentine de football 1946.
- Vainqueur de la Copa Río de la Plata 1946.

### Entraîneur

#### Avec leSporting CP(1)
- Vainqueur de la Coupe des Champions du Portugal en 1959.

#### Avec leFerro Carril Oeste(3)
- Vainqueur de la División B, 2 fois en 1969 et 1970[31].
- Vainqueur de la Poule de promotion-relégation 1970.

### Sélectionneur

#### Avec l'équipe d'Argentine des moins de 20 ans(1)
- Vainqueur dU Championnat des moins de 20 ans de la CONMEBOL en 1967.

### Honneurs
- Vice-champion d'Argentine du Championnat Metropolitano 1975 avec le CA Huracán , en tant qu'entraîneur.